# Blason de Mont-de-Marsan
Le blason de Mont-de-Marsan, ou armoiries de Mont-de-Marsan, est une représentation figurée et symbolique, dont les éléments et la devise rappellent l'histoire de la ville de Mont-de-Marsan.

## Présentation
Les armoiries de la ville sont enregistrées dans l'Armorial général de France, dressé en vertu de l'édit du 20 novembre 1696. Le brevet en est délivré par ordonnance de Charles René d'Hozier, garde de l'Armorial général, le 21 février 1698. Il en donne la description suivante : 
« d'azur à deux clefs d'argent posées en pal les pannetons en chef ».
La devise de la ville est quant à elle :
In compitis fluminum
Ce qui, en latin, signifie : « à la croisée des rivières », allusion à la situation de la ville établie au point de rencontre de la Douze et du Midou, formant la Midouze, et valant à Mont-de-Marsan le surnom de « la ville aux trois rivières ».

### Historique
La première mention d'un maire à Mont-de-Marsan et de son assemblée communale remonte à l'ère du vicomte Gaston VII de Béarn. La création d'une mairie et du sceau de Mont-de-Marsan est donc située entre 1240, date à laquelle il devient vicomte de Marsan par mariage, et 1259, date de la première mention de la mairie.
La plus ancienne représentation connue figure sur un sceau apposé au bas d'un acte daté du 4 janvier 1312 entre les consuls de la ville et la vicomtesse Marguerite de Béarn. Elle est conservée à la Bibliothèque nationale de France et un fac-simile est déposé aux archives départementales des Landes. C'est un sceau rond de 75 millimètres de diamètre. Sur l'avers, il représente une clé antique avec la légende en partie effacée Sigillum civitatis Montis Martiani (sceau de la ville de Mont-de-Marsan en latin). Sur le revers, il porte un écu martelé avec la légende Ave Maria, gratia plena, Dominus tecum (Sainte Marie, pleine de grâce, le Seigneur est avec vous), premiers mots de la prière Je vous salue Marie. La clé symbolise probablement la ville forte et prospère de Mont-de-Marsan. Une deuxième clé est introduite plus tardivement.
L'Assemblée constituante décrète le 21 juin 1790 la suppression des armoiries, trop associées à l'Ancien Régime. Les deux clefs sur fond azur dispassent donc des documents publics de la ville et sont remplacées par deux clefs sur fond rouge. Il faut attendre le décret impérial du 17 mai 1809 pour que les villes puissent à nouveau reprendre des armoiries. Dès le 28 septembre 1809, le Conseil municipal de Mont-de-Marsan demande l'autorisation de l'empereur Napoléon Ier pour reprendre ses anciennes armoiries.  La demande est agréée et les armoiries n'évoluent guère par la suite, malgré la demande en 1815 du maire de Mont-de-Marsan, Laurent Marc Antoine du Lyon de Campet, d'y ajouter deux anges comme supports sous le règne de Louis XVIII.

### Symbolique
Il existe deux versions sur la symbolique du blason :
- selon les uns, les deux clefs sont celles de l'apôtre Pierre, en référence au saint patron de la paroisse de Saint-Pierre-du-Mont sur laquelle la ville est établie entre 1133 et 1144, et en référence au vicomte Pierre de Marsan, son fondateur[1],
- selon les autres, le blason évoque la situation de Mont-de-Marsan à la confluence de la Douze et du Midou. Les deux rivières seraient dans ce cas considérées comme les deux clefs ayant ouvert à la ville la voie de la prospérité grâce au port de Mont-de-Marsan[5].

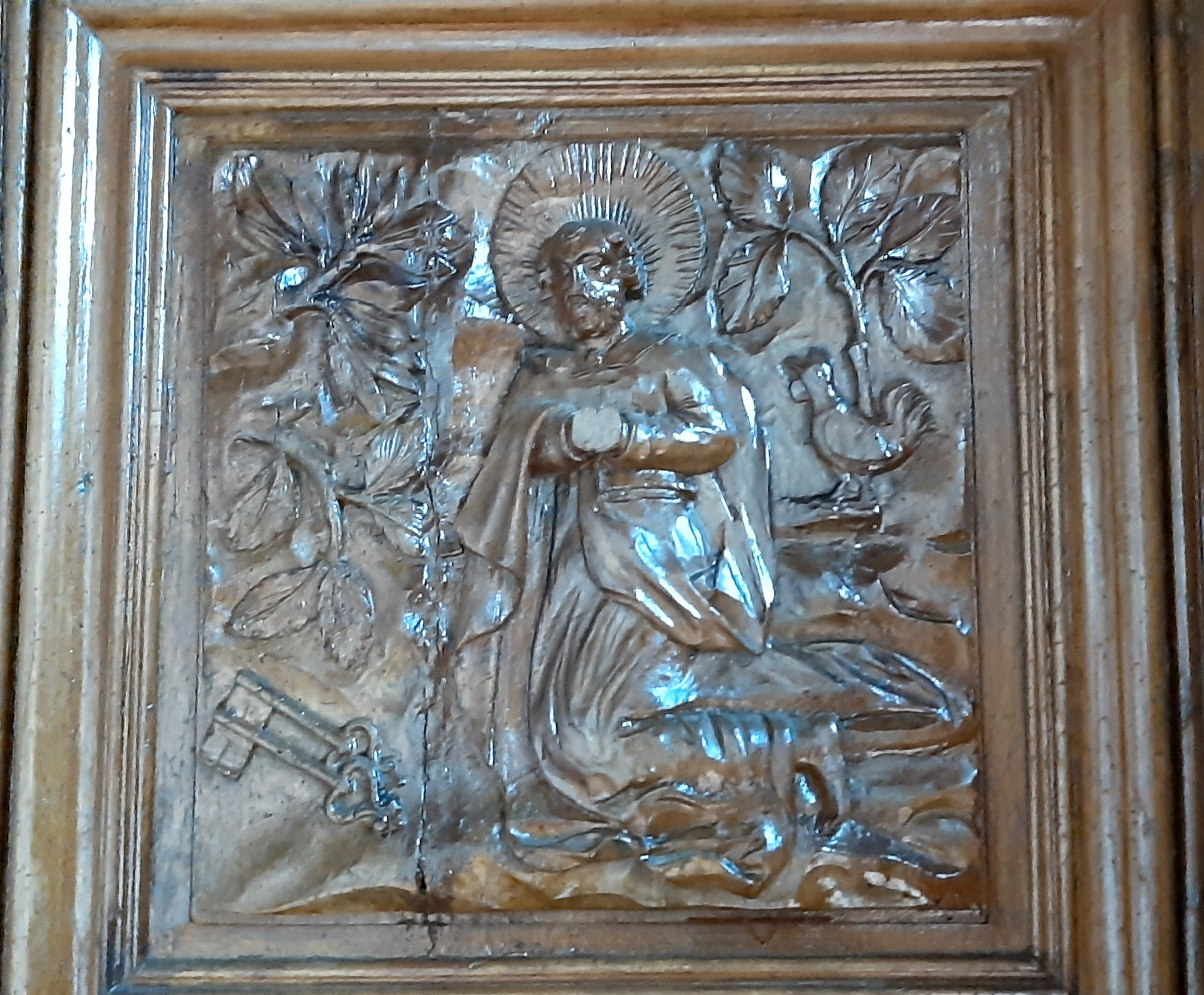
Détail de la porte en chêne sculpté de l'église paroissiale de Saint-Pierre-du-Mont. Les deux clefs du blason de Mont-de-Marsan sont représentées.

### Utilisation
Blason
Le blason, peint ou sculpté, est représenté sur divers monuments de la ville : hôtel de ville, pont de Droits-de-l'Homme, gare SNCF, ancienne pouponnière, église de la Madeleine, ancien hôtel de ville, monument aux morts, arènes du Plumaçon, école maternelle du centre, l’entrée principale, à l’entrée du lycée Victor-Duruy, etc.

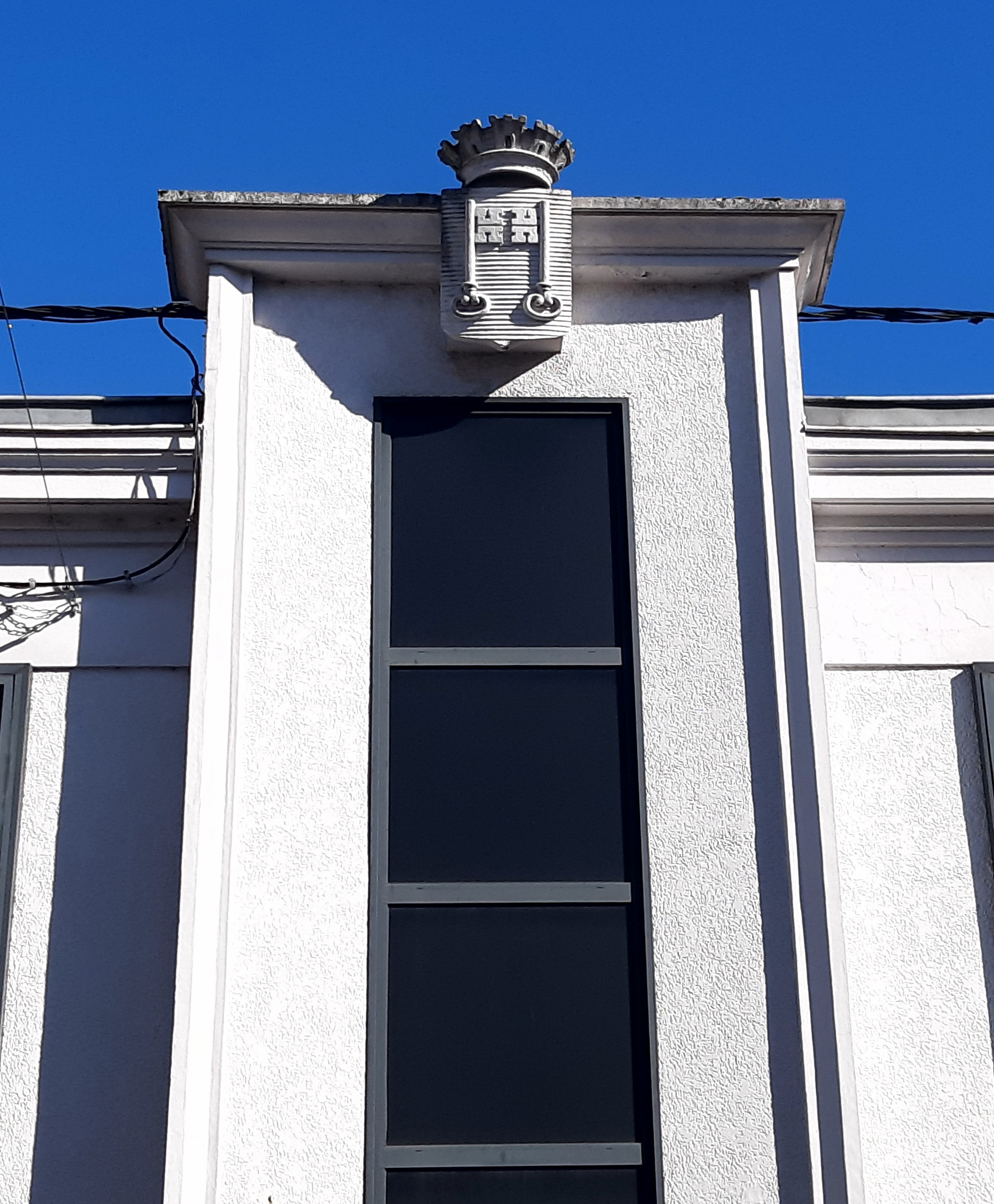
Blason du 53 rue Léon-Gambetta, ancien Modern' Cinéma (1932-1981)
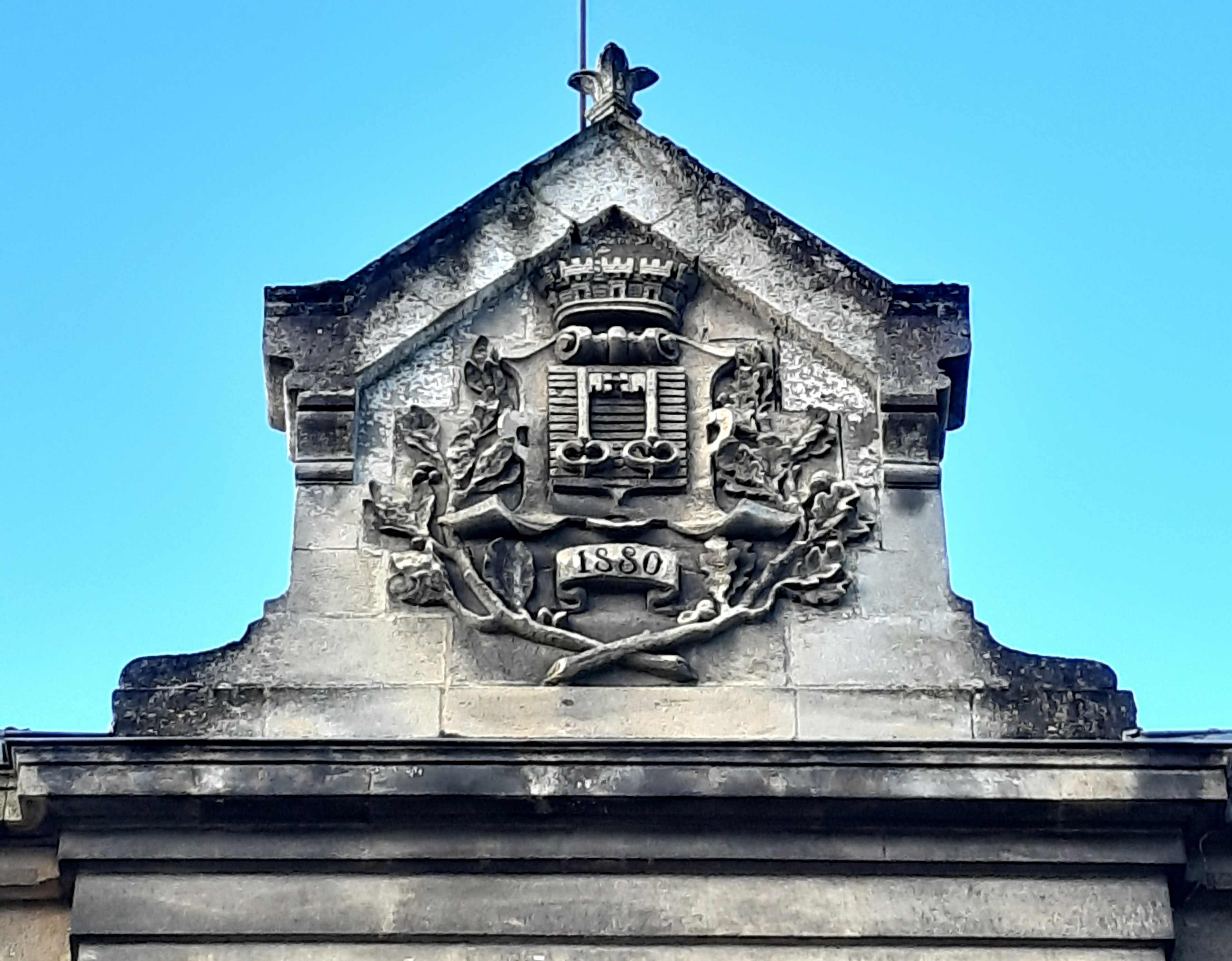
Blason sur le fronton de l'école maternelle du centre
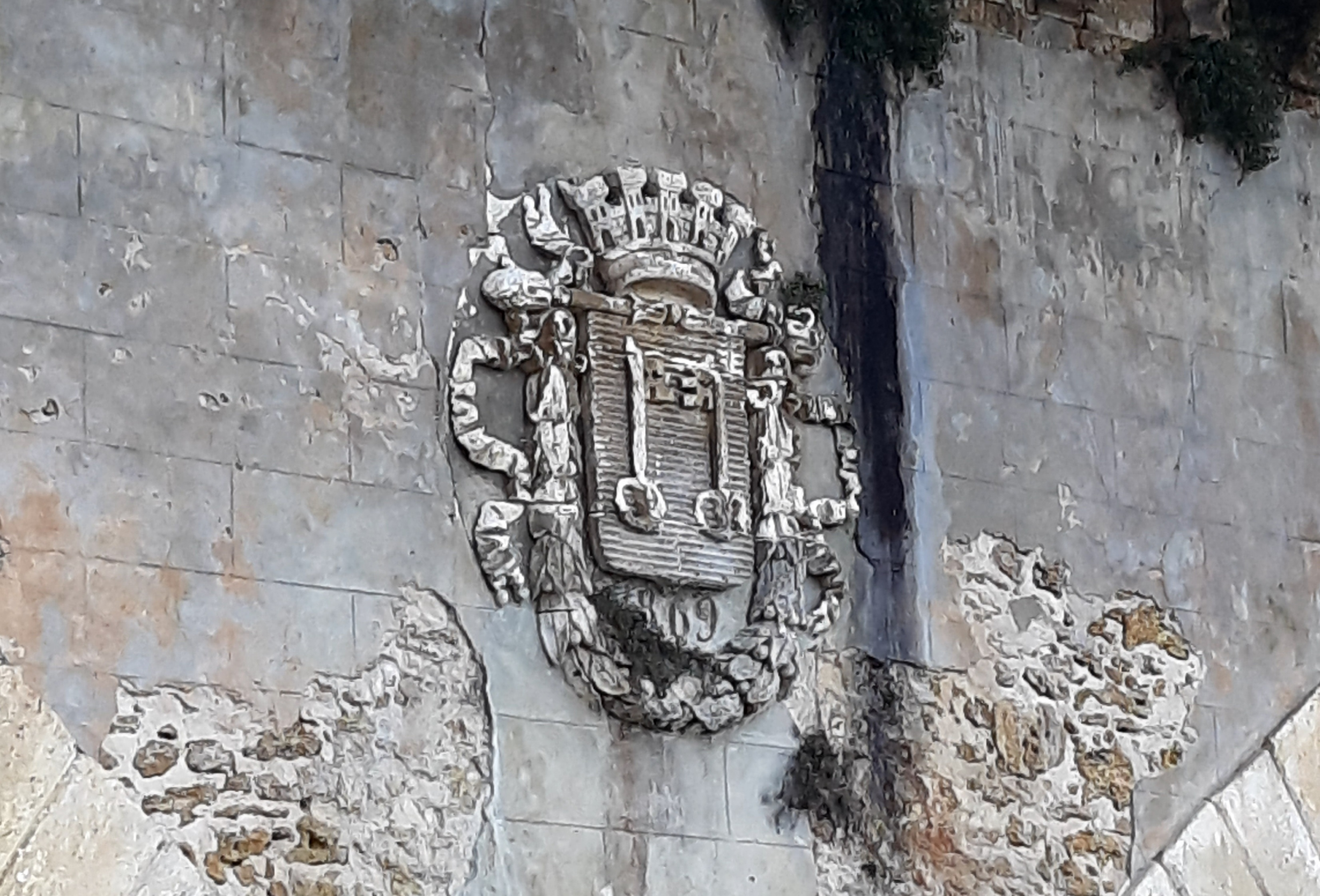
Blason sur le pont des droits-de-l'Homme
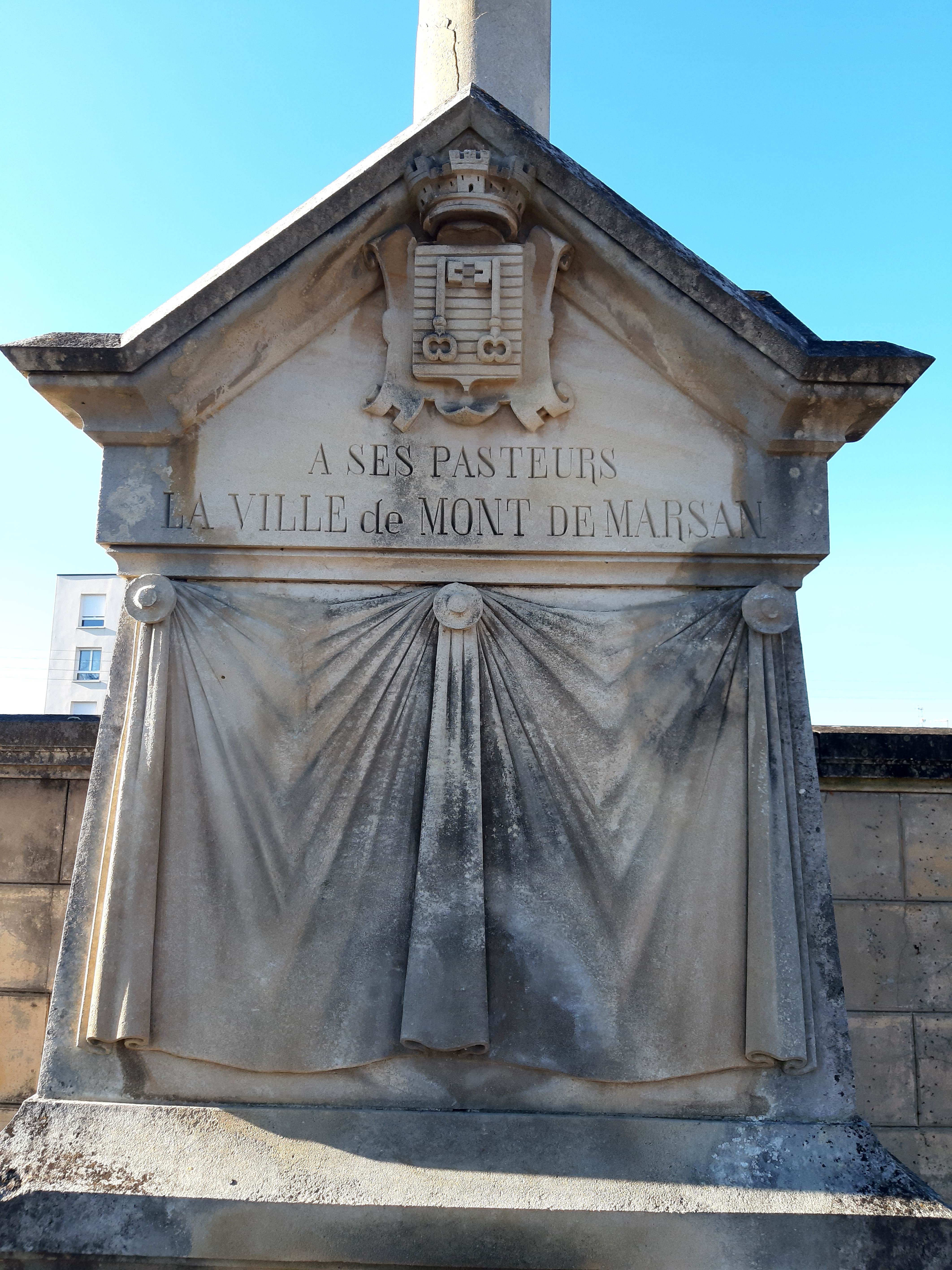
Stèle des prêtres au cimetière du centre
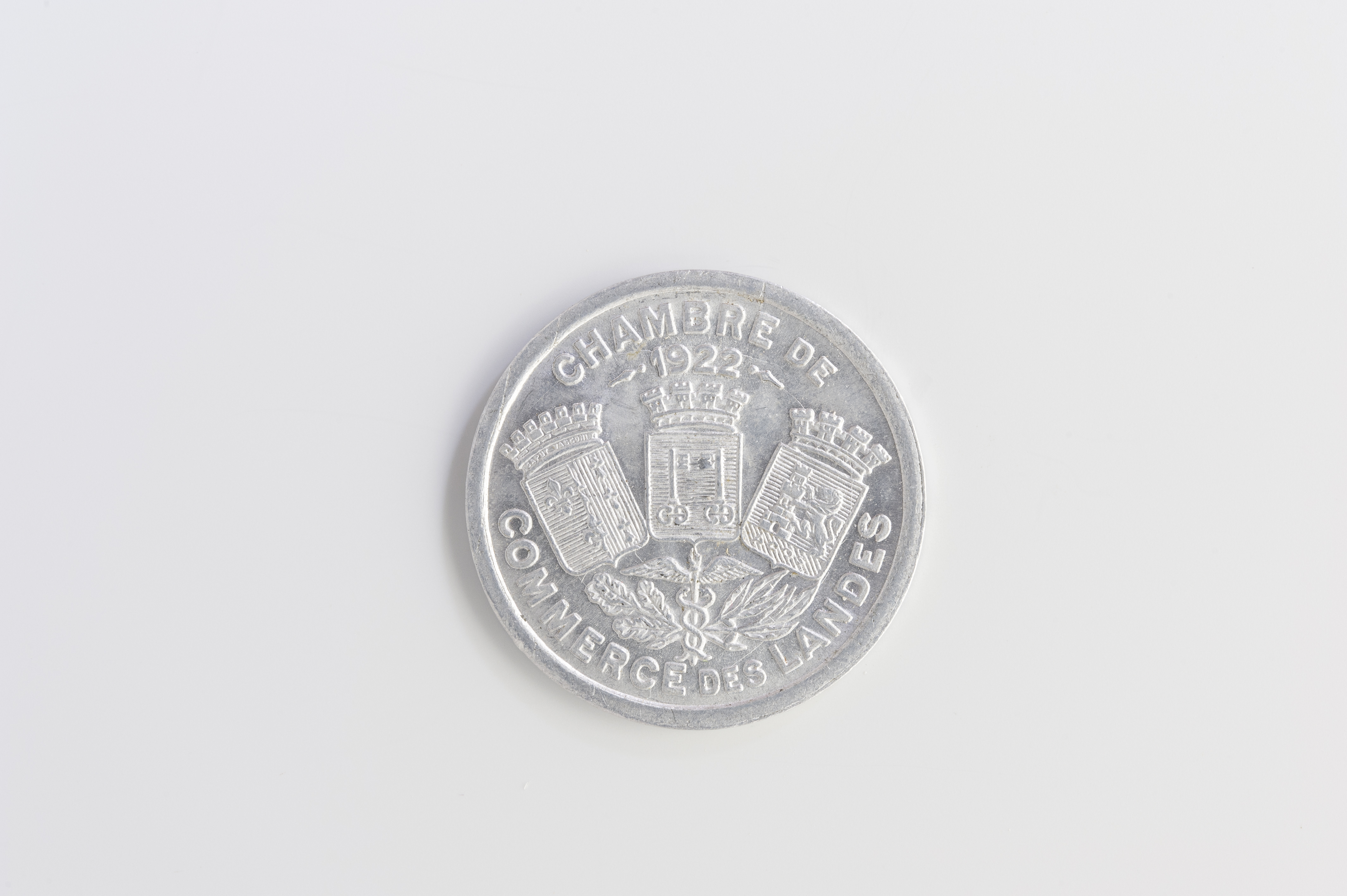
Bon pour 10 centimes, chambre de commerce des Landes (1922)

Couleurs
Le bleu et blanc du blason sont associés aux fêtes de la Madeleine, les distinguant des autres férias du Sud-Ouest, notamment les fêtes de Dax et les fêtes de Bayonne, qui ont opté pour le rouge et le blanc en référence aux fêtes de San Fermín de Pampelune.

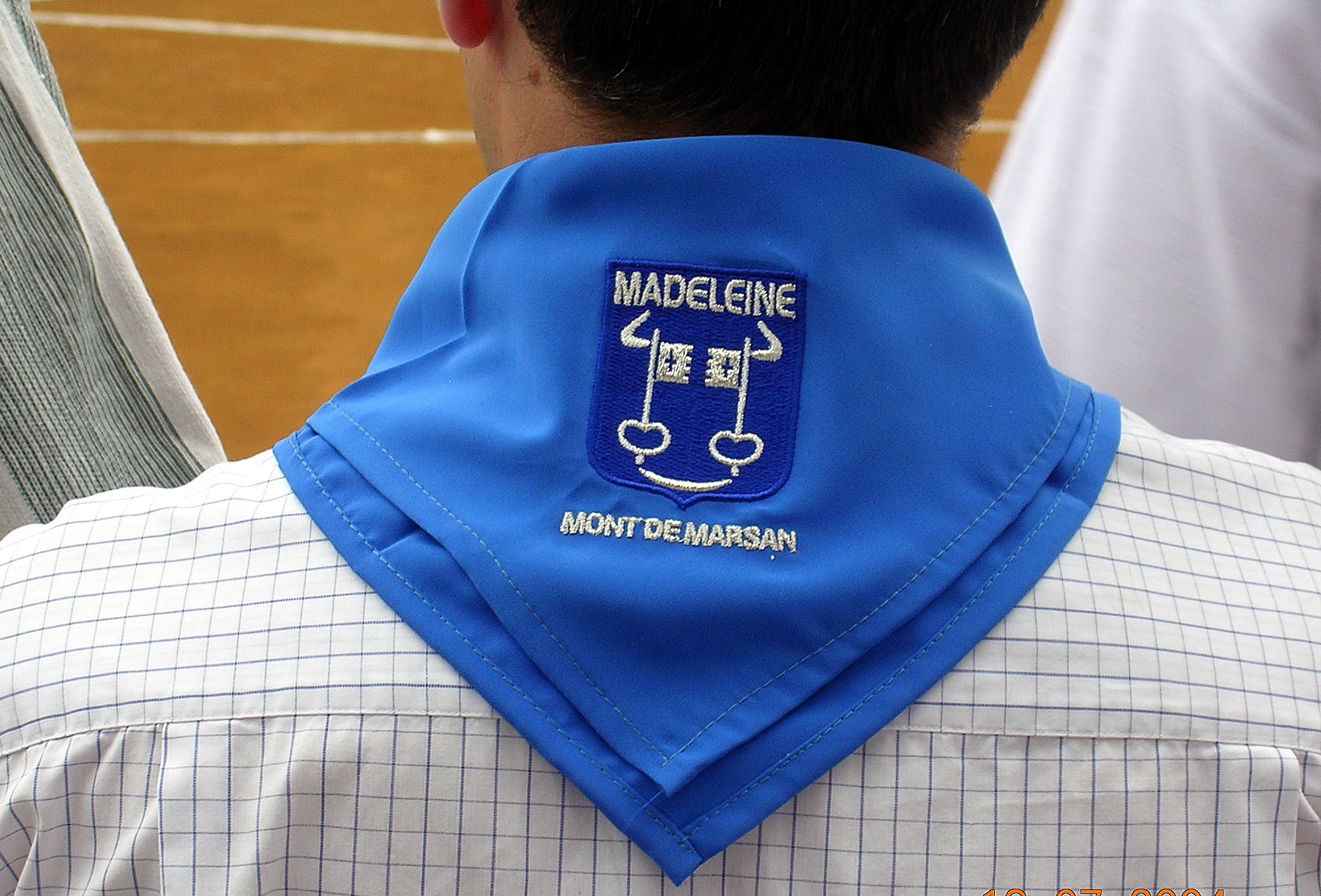
Foulard des fêtes de la Madeleine, porté par un aficionado
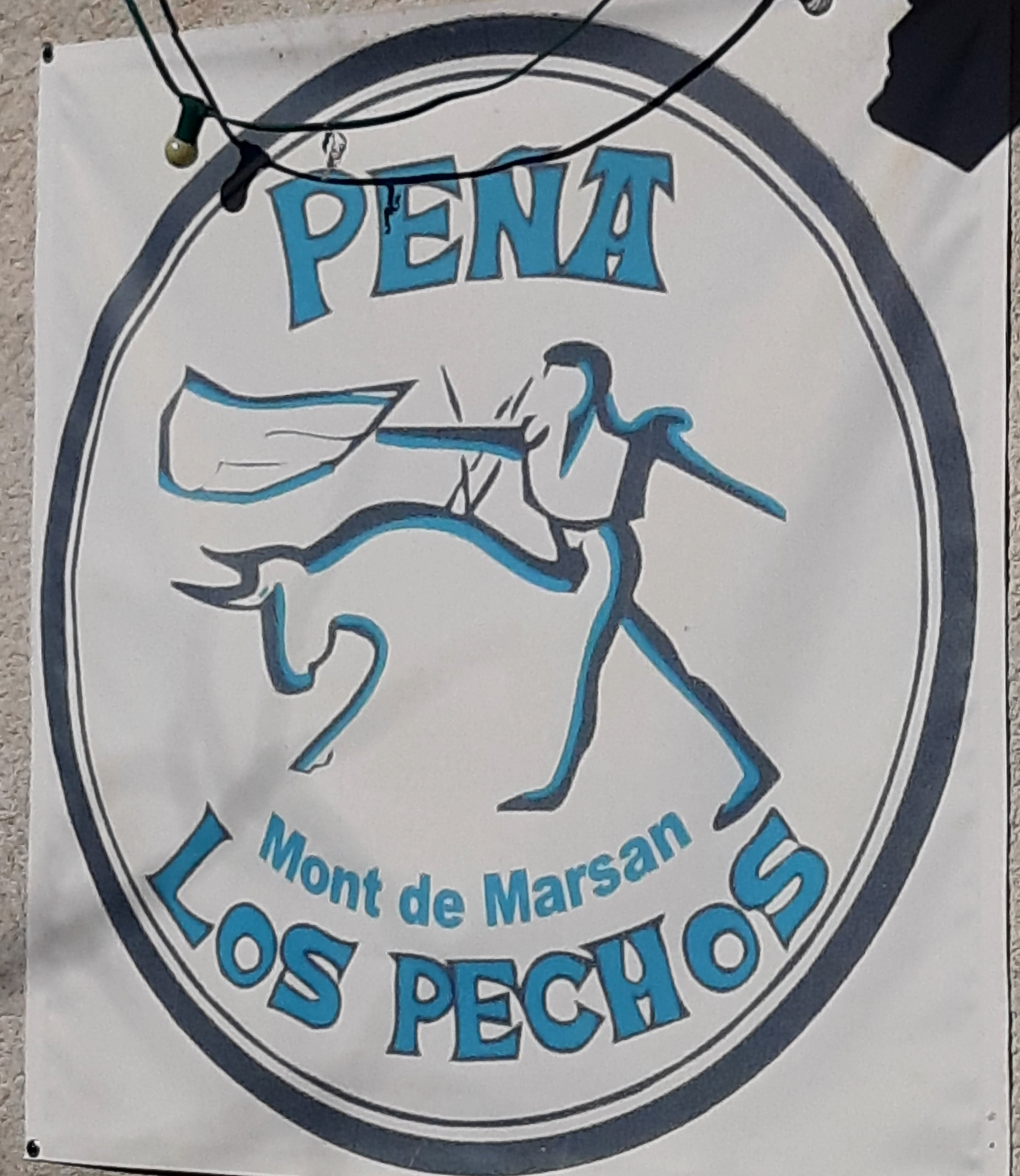
Logo d'une peña taurine aux couleurs de la ville
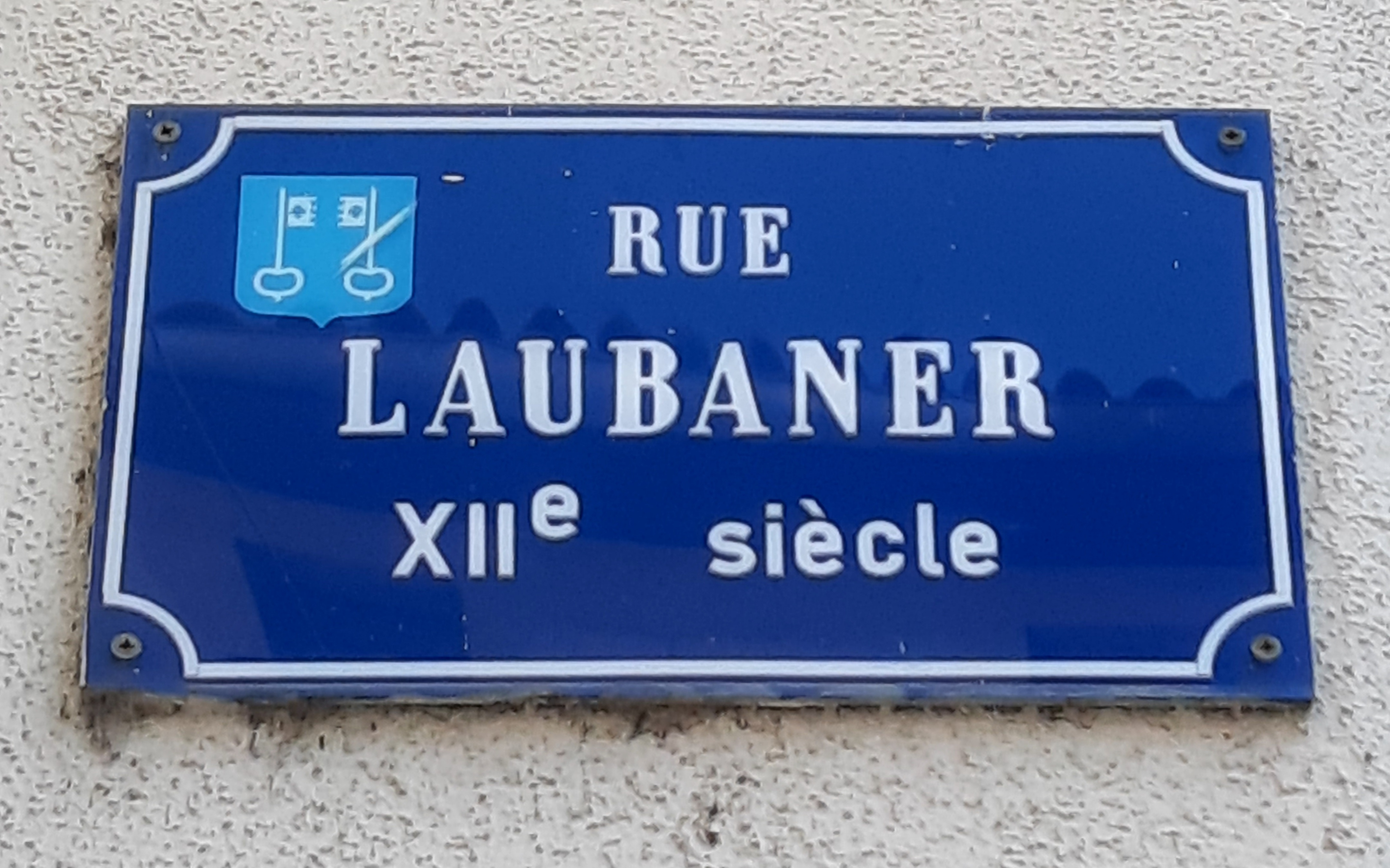
Panneau de la rue Laubaner à Mont-de-Marsan, ainsi nommée en hommage à Pierre de Marsan. Le panneau est orné du blason de la ville